# 北秋田市立鷹巣中学校
北秋田市立鷹巣中学校（きたあきたしりつたかのすちゅうがっこう）は秋田県北秋田市坊沢にある市立中学校。通称「鷹中」（たかちゅう）。

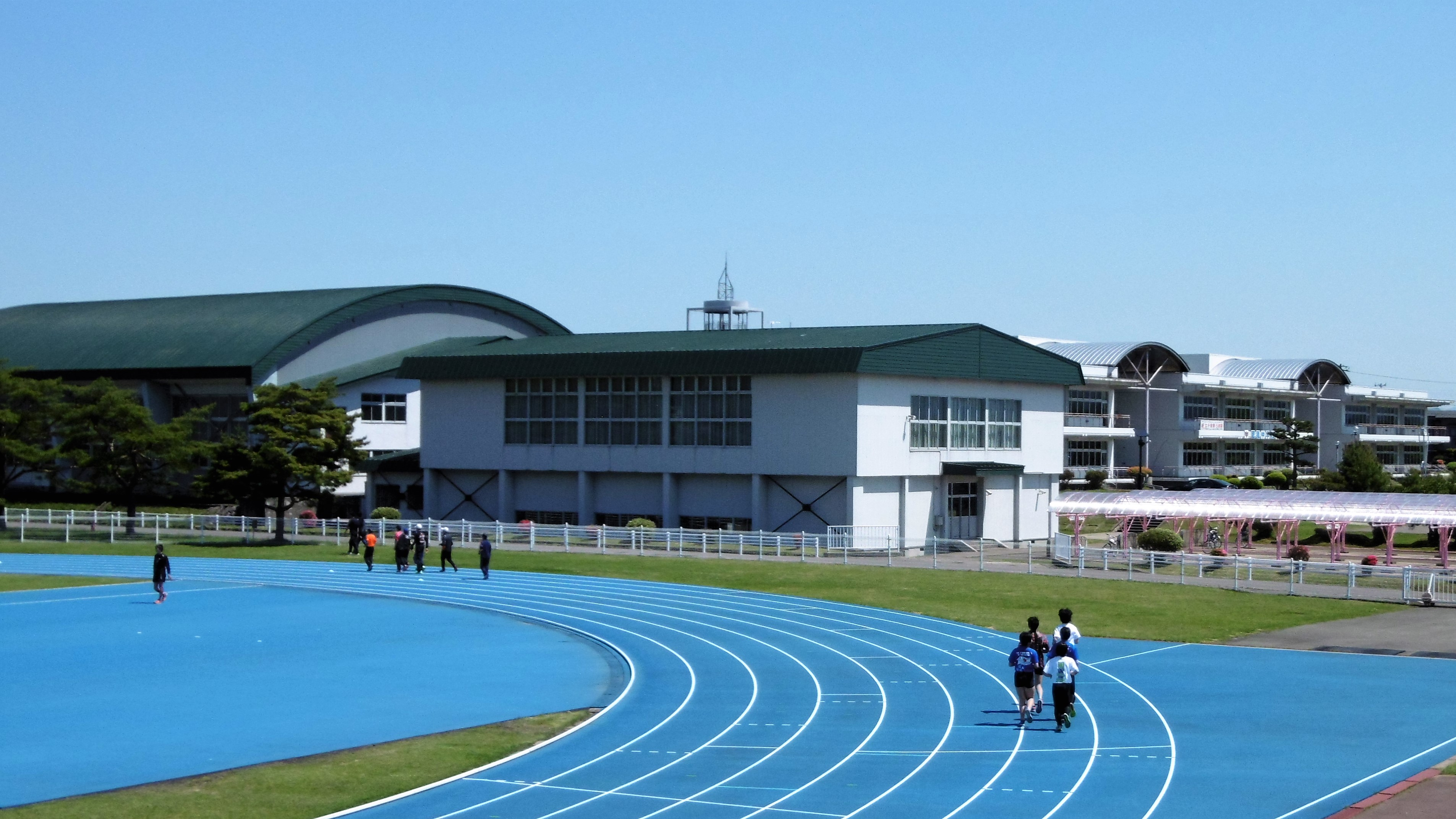
全景

## 学校概要
- 生徒数 369名
- 学級数 18
- 職員数 46名

※2022年
教育目標
「心豊かな、創意に富んだ、たくましい生徒の育成」
校歌
- 作詞 - 二階堂善三
- 作曲 - 後藤惣一郎

鷹中讃歌
「翼にのせて」
- 作詞 - 鷹中讃歌作詞委員会
- 作曲 - 橋本祥路

## 沿革

### 略歴
鷹巣中学校は、昭和の町村合併で進められた中学校再編で、鷹巣・綴子・七座・坊沢・緑ヶ丘分校・栄・沢口の7校が統合して1958年9月10日創立した。
1959年6月15日に鷹巣・坊沢・緑ヶ丘分校・七座の4校が第一次統合し、翌年の1960年4月に綴子・栄・沢口の3校を加え完全統合した。生徒数は約1600人で全県三番目の大規模校となった。
平成の町村合併により、2005年3月22日に鷹巣町立から北秋田市立となり、その後、少子化の影響から生徒数が減少し、学校施設の適正規模・配置再編により、2020年4月1日に鷹巣南中が鷹巣中に入る形で統合した。

### 年表
- 1958年（昭和33年）9月10日 - 鷹巣・坊沢・七座・綴子・栄・沢口にある中学校を統合して創設。
- 1959年 6月15日 - 鷹巣・坊沢・緑ヶ丘分校・七座の四校が新校舎に入校。
- 1960年 7月16日 - 綴子・栄・沢口の三校も加え落成式をあげる[2]。
- 1961年 10月9日 - 第16回国民体育大会 排球会場。
- 1963年 - 寄宿舎完成。
- 1968年 - 生徒集団生活宿泊所完成。
- 1973年 - 武道館完成。
- 1974年 8月 - 第4回全日本中学校バレーボール選手権大会男子第3位。
- 1983年 8月12日 - 東北中学校野球大会優勝
- 1984年 5月29日 - 第二体育館完成。
- 1995年（平成7年） 2月4日 - 校舎改築落成記念式[3]。
- 2005年 3月22日 - 北秋田市誕生により、鷹巣町立から北秋田市立となる。
- 2013年 12月15日 - 第21回全国中学校駅伝大会女子4位入賞[4]。
- 2015年 12月13日 - 第23回全国中学校駅伝大会女子8位入賞。
- 2018年 12月16日 - 第26回全国中学校駅伝大会女子7位入賞。
- 2020年（令和2年）
  - 2月 - 校舎大規模改修工事完了。
  - 4月1日 - 鷹巣南中学校と統合。
- 2023年 8月19日 - 第53回全国中学校相撲選手権大会団体で準優勝。

## 通学区域
- 鷹巣小・綴子小・鷹巣東小[5]・清鷹小の各学区

## 周辺の主な施設
- 胡桃館遺跡
- 県北自動車学校
- 鷹巣陸上競技場
- 新田中簡易郵便局
- 能代河川国道事務所 鷹巣出張所
- 国道7号
- 秋田県道196号坊沢鷹巣線
- 秋田県道24号鷹巣川井堂川線

## 出身者
- 津谷永光 - 北秋田市長
- 中嶋聡 - 元プロ野球選手（捕手）、プロ野球監督
- 高橋晋平 - 株式会社ウサギ代表取締役・おもちゃクリエイター
- 鈴木祐貴 - 元バレーボール選手

## アクセス
- 秋北バス 薬師山スキー場方面/大館方面「田中」バス停下車。徒歩8分
- 東日本旅客鉄道奥羽本線 鷹ノ巣駅より徒歩15分